# Jagjit Singh (Hockeyspieler, 1944)
Jagjit Singh Kular (Panjabi ਜਗਜੀਤ ਸਿੰਘ ਕੁਲਾਰ; * 1. Januar 1944 in Jalandhar; † 16. November 2010) war ein indischer Hockeyspieler. Er gewann mit der indischen Hockeynationalmannschaft bei Olympischen Spielen je eine Gold- und Bronzemedaille.

## Karriere
Jagjit Singh besuchte zunächst das Lyallpur Khalsa College und studierte dann an der Jalandhar University und an der Panjab University. Nach seiner Graduierung ging er zur Polizei des Punjab und spielte für deren Mannschaft im Mittelfeld. 1964 gehörte Singh zum Aufgebot für die Olympischen Spiele in Tokio. Er wirkte in zwei Vorrundenspielen mit. Die indische Mannschaft besiegte im Finale die Mannschaft aus Pakistan mit 1:0. In den nächsten Jahren war er Stammspieler der indischen Mannschaft und gewann mit dem Team den Titel bei den Asienspielen 1966. 1967 erhielt er den Arjuna Award. Im gleichen Jahr verließ er die Polizei und wechselte zu den Grenztruppen. Bei den Olympischen Spielen 1968 in Mexiko-Stadt gehörte er zur indischen Mannschaft, die das Auftaktspiel gegen die Neuseeländer verlor, danach wurde er nicht mehr eingesetzt. Die indische Mannschaft belegte den dritten Platz.